# Australoheros
Australoheros is een geslacht van straalvinnige vissen uit de familie van cichliden (Cichlidae).

## Soorten
- Australoheros acaroides (Hensel, 1870)
- Australoheros angiru Říčan, Piálek, Almirón & Casciotta, 2011
- Australoheros autrani Ottoni & Costa, 2008
- Australoheros barbosae Ottoni & Costa, 2008
- Australoheros capixaba Ottoni, 2010
- Australoheros charrua Říčan & Kullander, 2008
- Australoheros facetus (Jenyns, 1842)
- Australoheros forquilha Říčan & Kullander, 2008
- Australoheros guarani Říčan & Kullander, 2008
- Australoheros ipatinguensis Ottoni & Costa, 2008
- Australoheros kaaygua Casciotta, Almirón & Gómez, 2006
- Australoheros macacuensis Ottoni & Costa, 2008
- Australoheros macaensis Ottoni & Costa, 2008
- Australoheros mattosi Ottoni, 2012
- Australoheros minuano Říčan & Kullander, 2008
- Australoheros montanus Ottoni, 2012
- Australoheros muriae Ottoni & Costa, 2008
- Australoheros paraibae Ottoni & Costa, 2008
- Australoheros perdi Ottoni, Lezama, Triques, Fragoso-Moura, Lucas & Barbosa, 2011
- Australoheros ribeirae Ottoni, Oyakawa & Costa, 2008
- Australoheros robustus Ottoni & Costa, 2008
- Australoheros saquarema Ottoni & Costa, 2008
- Australoheros scitulus (Říčan & Kullander, 2003)
- Australoheros taura Ottoni & Cheffe, 2009
- Australoheros tavaresi Ottoni, 2012
- Australoheros tembe (Casciotta, Gómez & Toresanni, 1995)
- Australoheros ykeregua Říčan, Piálek, Almirón & Casciotta, 2011